# Antsatsaka
Antsatsaka est une commune (Kaominina), du nord de Madagascar, dans la province de Diego-Suarez.
´Antsatsaka ´ qui veut dire un lézard en français 

## Administration
Antsatsaka est une commune du district d'Ambanja, située dans la région de Diana, dans la province de Diego-Suarez.

## Économie
La population est majoritairement rurale. On trouve sur le territoire communal des exploitations de café, orange, ainsi que du riz et de fruits de l'acacia à cachou.

## Démographie
La population est estimée à 10 214 habitants, en 2001.